# Tour des Ursulines

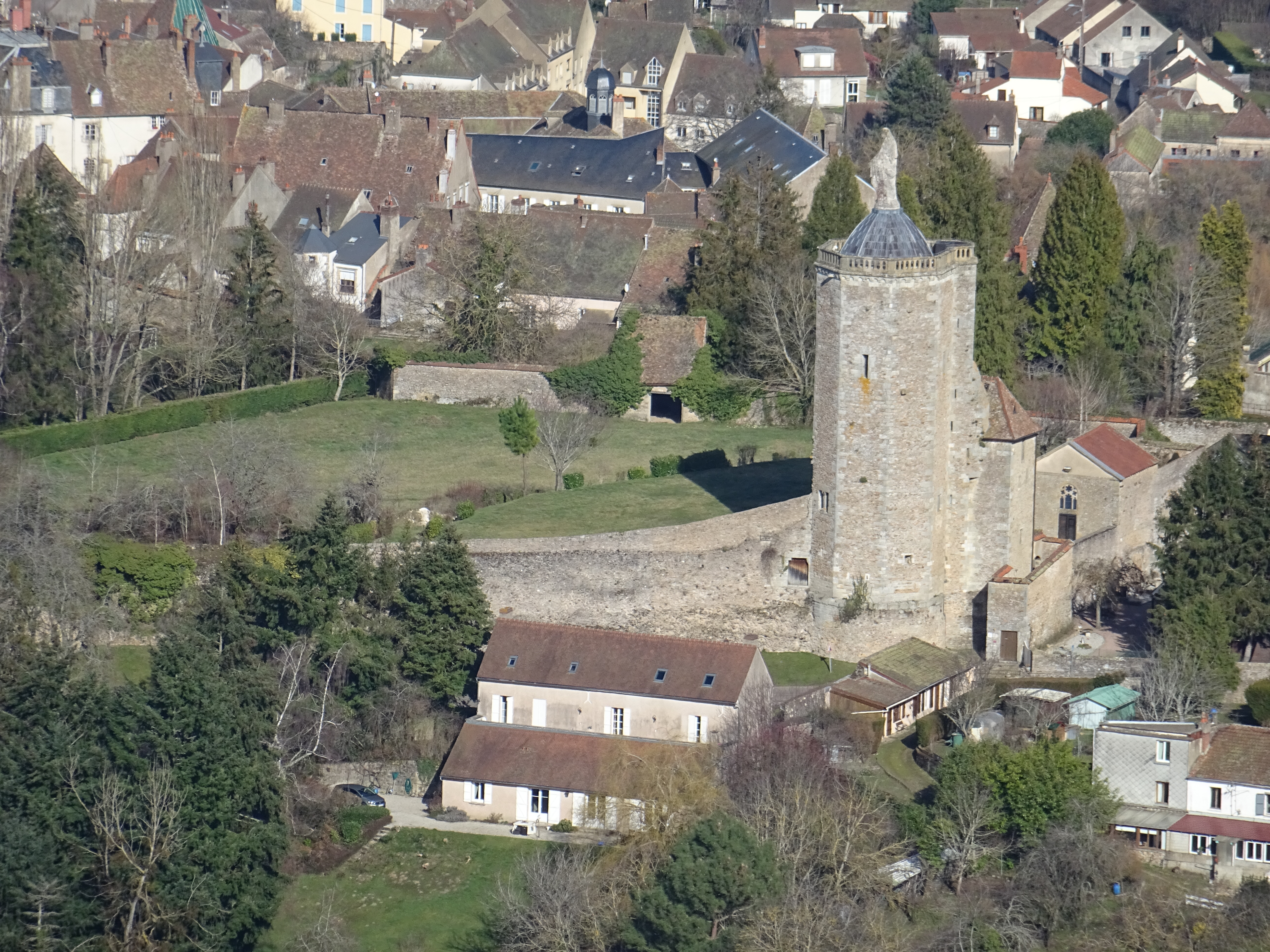
La tour des Ursulines vue depuis la Croix de la Libération.

La Tour des Ursulines, anciennement Tour des Prisonniers ou encore Tour François Ier, est un donjon érigé au XIIe siècle à Autun, dans le département français de Saône-et-Loire (en Bourgogne-Franche-Comté). Il avait pour fonction de protéger l'ancien château Riveau ou Rivault. C'est le principal vestige de ce château démantelé vers 1600, dont le nom dérive du latin rivus. Ce nom a également été porté par les anciens seigneurs, et s'est ensuite gardé dans l'appellation du Quartier Rivault.
La tour est classée monument historique depuis septembre 1994. Elle propriété privée pour un centre culturel.

## Architecture
La forteresse avait été édifiée dans la partie Sud de la cité enclose dans les murailles. Et le donjon était à l'extrême Sud de la forteresse.
Le donjon médiéval a été construit sur les fondations d'une muraille gallo-romaine partiellement conservée. Il s'élève selon un plan octogonal. Dans son appareil, on a réutilisé des matériaux de bâtiments précédents. Cependant, à part les embrasures et les doubles fenêtres cintrées à la manière de l'art roman, chacune surmontée d'un arc en plein cintre autour d'une colonne, les parois n'ont rien de caractéristique de l'antiquité, ni des époques gallo-romaine ou médiévale : cela vient sans doute des nombreuses réparations au cours des siècles.
Plus remarquables sont deux éléments du XIXe siècle : 
- le parapet qui borde la terrasse supérieure,
- et la statue haute de trois mètres de la Vierge Marie, sur un haut piédestal sur cette terrasse. Elle fut réalisée par Claude Quarré, architecte et sculpteur originaire d'Autun, et placée là depuis 1862.

## Histoire
Parmi les premiers propriétaires du château mentionnés, on peut citer Perreaul de Varennes (près d'Igornay) et Perrin Riveau, seigneur de Petit Montjeu ou Montjeu-en-Autun, qui possédait deux tiers du château en 1327. À la fin du XIVe siècle, le château était citadelle ducale et servait de résidence au bailli ou capitaine ; ensuite il devient citadelle royale, administrée par un gouverneur. Au XVe siècle, le château sert de forteresse et héberge en même temps la prison. À la fin des guerres de religion, Autun prend le parti de la Ligue catholique, soutenue par le roi d'Espagne Philippe II, contre le roi Henry IV, vu par beaucoup comme calviniste : la ville est assiégée en 1591 par le Maréchal d'Aumont, à la tête de 8 000 soldats pendant cinq semaines, sans succès,. Plus tard, les bourgeois, dégoutés de la Ligue, convinrent de livrer la ville par surprise au Maréchal Biron, le 15 mai 1595 ; ils demandèrent ensuite au roi le démantèlement de la forteresse, pour éviter d'être impliqués dans de nouveaux conflits militaires, ce qui est réalisé en 1595-1602, à l'exception du donjon.
Par décret du 9 janvier 1647, on laisse une partie du terrain de l'ancienne forteresse, située du côté de la tour, à des Ursulines arrivées en 1617 de Saint-Chamond et d'abord installées rue Dufraigne, pour se consacrer à l'éducation des jeunes filles. Elles ont gardé les deux établissements jusqu'à leur expulsion en 1791. Leur couvent, la cour et la tour ont été saisis comme biens nationaux, puis morcelés et vendus en 1793. Dans la même année, une chapelle construite en 1629 par les Ursulines rue Dufraigne fut détruite. Les différentes parcelles auront au fil des ans différents propriétaires .
Depuis 1997, la tour dite des Ursulines est la propriété du peintre japonais et restaurateur Hisao Takahashi, qui en a fait un centre culturel international.

## Confusion à éviter
Il existe un autre couvent fondé dans la partie Nord-Ouest de l'ancien château fort, au niveau de l'ancien fossé, et près de la cathédrale d'Autun. Les locaux en avaient été acquis en 1836 Mgr Bénigne du Trousset d’Héricourt (1797–1851), évêque d'Autun, Châlons et Mâcon, pour y rétablir la communauté des Visitandines, lesquelles étaient installées depuis 1624 à Autun (à l'endroit qui correspond au 14 rue aux Raz), mais avaient été expulsées lors de la Révolution. Ce couvent nouvellement établi dans la rue Rivault au XIXe siècle ne doit pas être confondu avec celui des Ursulines.
À l'endroit de ce nouveau couvent se trouvait auparavant l'ancienne maison seigneuriale (XVe siècle) du seigneur de Montjeu-en-Autun, qui y rendait justice : le bâtiment, au moment du retour des Visitandines, datait principalement du marquisat de Montjeu (XVIIe siècle) ; les religieuses l'ont complété par une chapelle consacrée en 1841 et trois ailes en forme de U (XIXe siècle). Le côté ouvert de la cour carrée ainsi formée, au-dessus de la muraille gallo-romaine, est orienté vers l'ouest et offre une belle vue sur la ville.
Comme la congrégation de la Visitation a quitté la ville en 1964 pour s'installer dans Mâcon, le bâtiment était à vendre. Les locaux de l'ancien Marquisat ont finalement été convertis en appartements. Les trois ailes datant du XIXe siècle ont été réaménagées en hôtel depuis 1979, y compris l'ancienne chapelle de la Visitation.